# Route 334 (Terre-Neuve-et-Labrador)
Pour les articles homonymes, voir Route 334.
La route 334 est une route tertiaire de la province de Terre-Neuve-et-Labrador, située dans le nord-est de l'île Fogo, qui est située au nord de l'île de Terre-Neuve, au nord de Gander. Route faiblement empruntée, alternative de la route 333, elle est nommée Main Road, mesure 20 kilomètres, et est asphaltée sur l'entièreté de son tracé.

## Tracé
La 334 débute sur la route 333 dans le centre de l'île de Fogo, à Fogo Island Centre. Elle se dirige vers le nord pendant 10 kilomètres, suivant la baie Shoal, puis à Barr'd Islands, elle tourne vers l'est pour traverser Joe Batt's Arm. Elle continue par la suite de se diriger vers l'est, sur 10 kilomètres, jusqu'à Tilting, extrémité est de l'île de Fogo, où elle se termine sur un cul-de-sac.

## Attrait
- Tilting Historic Site/Lane House Museum/Dwyer Premises Museum

## Communautés traversées
- Fogo Island Centre
- Shoal Bay
- Barr'd Island
- Joe Batt's Arm
- Tilting